# Chardstock

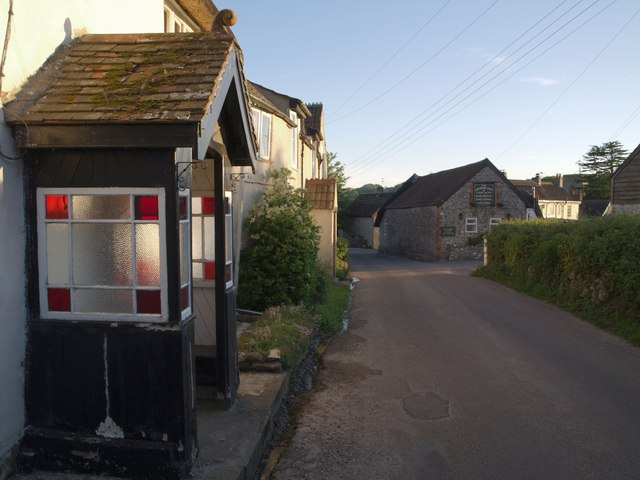
Imagem da Vila de Chardstock.

Chardstock é uma vila e paróquia civil localizada no Condado de Devon.
A paróquia também abrange os hamlets de Bewley Down, Birchill, Burridge, Holy City e Tytherleigh. É uma área cercada por fazendas e florestas e é atravessada pelo rio Kit. A igreja da vila data do século XIX.